# Peck (azienda)
Peck è un negozio di gastronomia di Milano, situato nei pressi del Duomo, aperto nel 1883 e tuttora in attività.

## Storia
La gastronomia Peck venne fondata nel 1883 a Milano in via Orefici da Francesco Peck, un salumiere boemo di Praga. Commerciava al dettaglio in salumi e carni affumicati secondo la tradizione tedesca, e riuscì a conquistare un posto di rilievo nella città.
Nel 1890 il negozio venne ampliato e rinnovato, e divenne fornitore ufficiale della Real Casa. Francesco Peck divenne noto anche come proprietario di Villa Peck, nella periferica via Sant'Uguzzone, nell'allora comune di Precotto, della quale rimane solo il monumentale ingresso al giardino, datato 1901; il tutto è divenuto l'odierno Parco Panza.
Nel 1912 avvenne il trasferimento nell'attuale sede di via Spadari, e l'allargamento della gamma di prodotti a pasta fresca, piatti pronti e ravioli.
Nel 1918 Francesco Peck vendette tutto ad Eliseo Magnaghi. Presto il negozio divenne un punto di incontro di intellettuali, scrittori e attori: personaggi come Gabriele D'Annunzio, Dario Niccodemi, Arnaldo Fraccaroli, Renato Simoni divennero abituali frequentatori. 
Nel 1956 Peck venne acquistato dai fratelli Giovanni e Luigi Grazioli, figli di un salumiere di provincia e ideatori di una delle prime tavole calde milanesi. 
Nel 1970 venne ceduto alla famiglia Stoppani, composta dai tre fratelli Remo, Angelo e Mario. Peck iniziò ad esportare e aprire negozi nel mondo.
Nel 2001 la famiglia Stoppani stringe un rapporto di collaborazione con lo chef Carlo Cracco, che apre a Milano il ristorante Cracco Peck, dal 2007 rinominato Cracco - Ristorante in Milano ed insignito di 2 stelle della Guida Michelin, poi ridotte ad una a partire dal 2018.
A novembre 2011 Pietro Marzotto acquista, a una cifra vicina ai 26 milioni di euro, due terzi di Peck. Ad aprile 2013, dopo 43 anni, la famiglia Stoppani esce completamente dalla proprietà, ceduta integralmente a Marzotto. Il proprietario è ora il figlio Pier Leone Marzotto.
Al piano superiore del locale è attualmente aperto un ristorante in cui si possono degustare i prodotti della gastronomia.